# Kovrov
Kovrov (en rus Ковров) és una ciutat de l'óblast de Vladímir, Rússia. El 2010 tenia 148.355 habitants, la segona ciutat més gran d'aquesta província. Kovrov es troba a la vora dreta del riu Kliazma, un afluent de l'Okà, a 62 km al nord-est de Vladímir i a 250 km a l'est de Moscou, a només 10 km al sud de la frontera amb l'óblast d'Ivànovo. La ciutat més propera és Kàmeixkovo, a 19 km a l'oest.

## Etimologia
Kovrov prové de la paraula russa kovior per designar "tapís", i prové de la llegenda segons la qual a partir d'una batalla contra els tàtars, van aconseguir un luxós tapís d'Orient.

## Història
L'origen de Kovrov es remunta al segle xii amb la fundació del poble de Rotxdestvenskoie. El gran-duc Andrei Bogoliubski va fer construir l'església de fusta de Crist. El segle XVI el poble fou propietat del príncep Vasili Starodubski, que fou el governador de Moscou a la regió de Perm durant del 1503 al 1506.
Des de finals del segle XVI hi ha hagut fires a Kovrov per iniciativa del tsar Ivan el Terrible a causa de la proximitat del riu Kliazma, que era navegable, i de la ruta Moscou-Nijni Nóvgorod. El segle xviii va ser el segle de la gran activitat comercial de Kovrov.
El 1778, en el marc de reforma de Caterina II, Kovrov esdevingué el centre d'un uiezd de la gubèrnia de Vladímir. A les acaballes del segle xviii i a començaments del xix, la ciutat va cremar-se diverses vegades i la nova ruta entre Moscou i Nijni Nóvgorod va evitar Kovrov, així que les fires van perdre força importància. La situació no va millorar fins a la construcció del tren que connectava Moscou i Nijni Nóvgorod, construït en la dècada del 1860, i que passava per Kovrov. A la ciutat s'hi construïren tallers per al nou ferrocarril, on es fabricaven els vagons, així com fàbriques tèxtils.
Durant la Primera Guerra Mundial, una fàbrica de metralladores fou construïda a la ciutat. Fou nacionalitzada el 1919 i desenvolupada durant l'època soviètica, fabricant massivament el subfusell PPSh-41 i altres armes automàtiques durant la Segona Guerra Mundial.
Durant la dècada de 1930 la industrialització de la ciutat va accelerar-se amb la primera fàbrica d'excavadores de l'URSS.

## Demografia
| 1897    | 1926    | 1939    | 1959    | 1970    |
| ------- | ------- | ------- | ------- | ------- |
| 14.600  | 27.000  | 67.100  | 99.000  | 123.000 |
| 1979    | 1989    | 1996    | 2002    | 2008    |
| 142.900 | 159.942 | 162.500 | 155.499 | 150.385 |

## Indústria i infraestructures

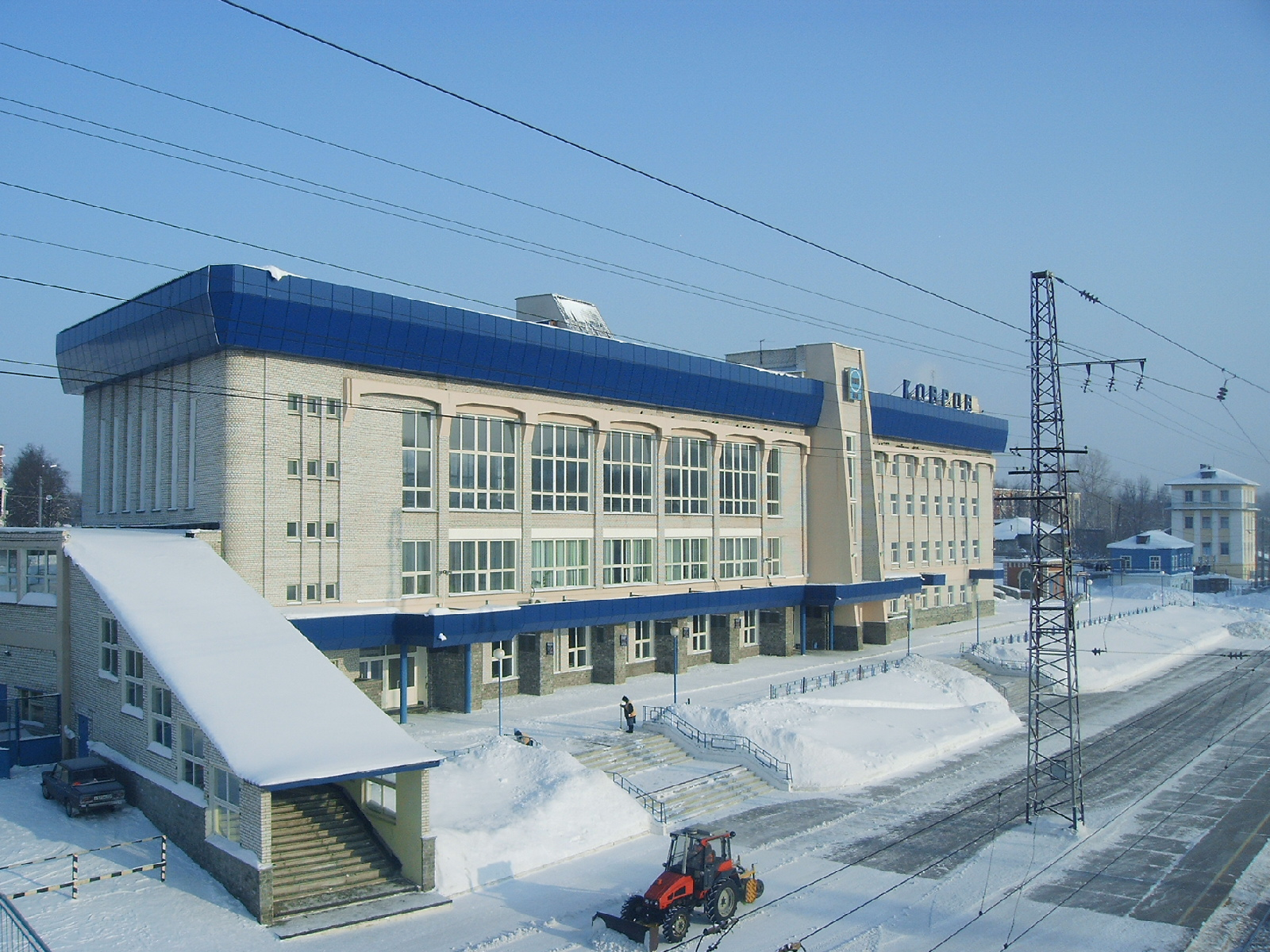
Estació de tren de Kovrov.

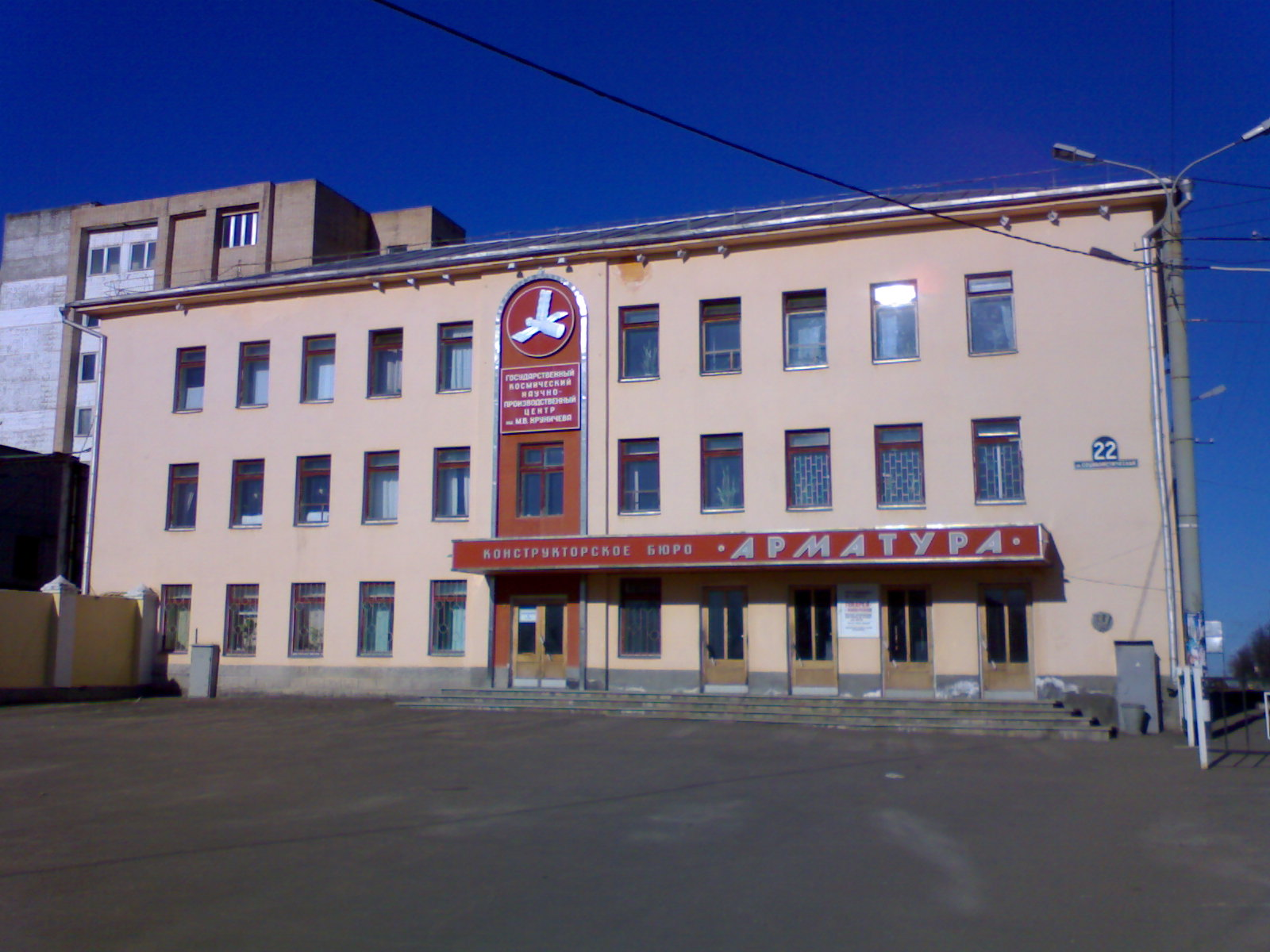
Oficina de construcció Armatura.

Kovrov és avui dia una ciutat d'indústria pesant, la indústria tèxtil ha perdut importància. A més de la fàbrica d'excavadores i la d'armament, la fàbrica de motocicletes i de maquinària de construcció Degriariov i l'oficina de construcció Armatura per a la investigació espacial produeixen una gran quantitat de contenidors d'oficines i sanitaris amb la companyia coprietat de Containex.
L'única escola superior de la ciutat és l'Acadèmia Estatal Tecnològica de Kovrov.
Per la ciutat hi passa la carretera M7 que transcorre per l'antiga via comercial entre Moscou i Nijni Nóvgorod. El ferrocarril paral·lel, que comença a l'estació de Kursk de Moscou també passa per Kovrov, que compta amb una estació renovada el 2003. Des del 1975 hi ha un servei de transport urbà en troleibús.
L'aeroport civil més proper és el d'Ivànovo amb vols diaris a Moscou.